# جاافتادگی شراب

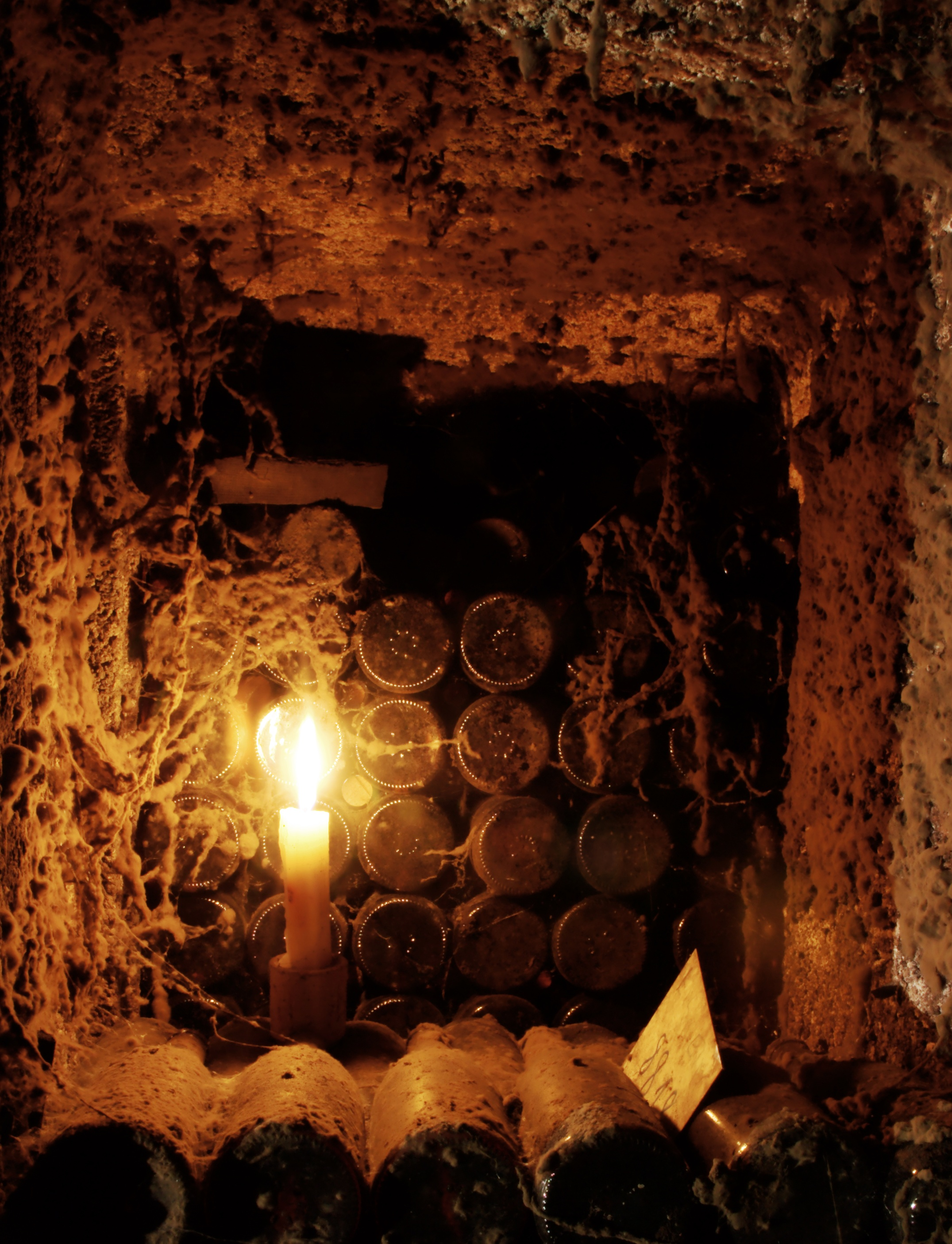
بطرهای قدیمی شراب در انبار زیرزمینی

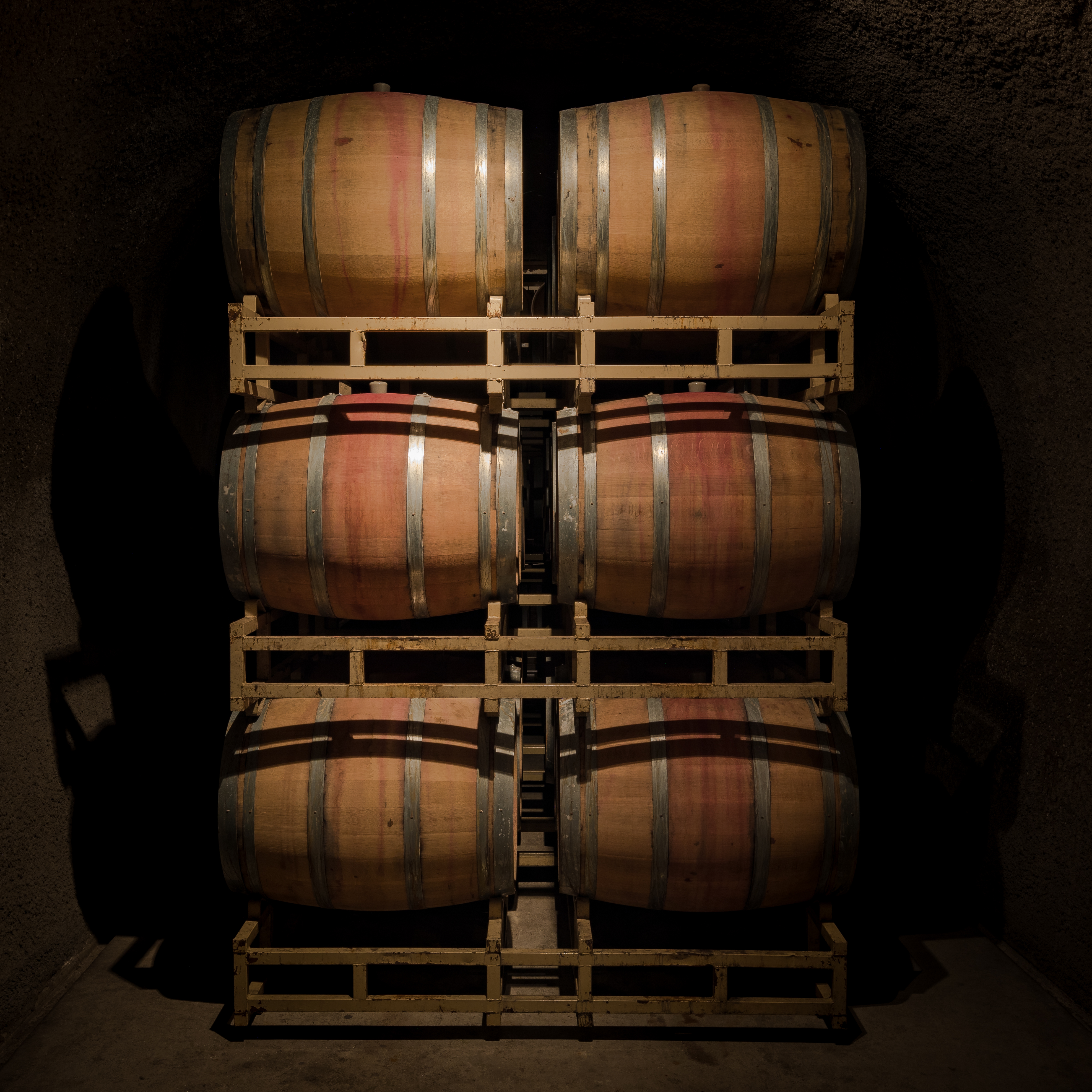
نگاره‌ای از بشکه‌های شراب از جنس چوب درخت بلوط در غار شراب (en) شراب‌سازی تپهٔ روثرفورد واقع در تاکستان و منطقه شراب‌سازی ناپا ولی. رد سرخی بر روی بخش‌هایی از بشکه‌های شراب دیده می‌شود، حاکی از باقی‌ماندهٔ شراب قرمز درون بشکه است. چوب بشکه شراب بر مزه و کیفیت شراب تأثیر می‌گذارد. یکی از مشخصات شرابِ باکیفیت مدت زمانی است که برای جا افتادن آن صرف شده‌است.

جاافتادگی شراب می‌تواند (نه همیشه) نشان از بهبود کیفیت شراب باشد. این امر شراب را از سایر کالاهای مصرفی دیگر متمایز می‌کند. در حالی که شراب فاسد شدنی است و زمینهٔ اُفت و فروپاشی دارد، واکنش‌های پیچیده شیمیایی وابسته به قندهای شراب، اسیدها و ترکیبات فنلی (مانند تانن‌ها) می‌توانند بو، رنگ، سوزش دهان و مزهٔ شراب را به گونه‌ای تغییر دهند که دارای کیفیت بهتری باشد. 
شرایطی که شراب پس از قرارگیری در بطری نگهداری می‌شود، می‌تواند بر میزان کهنگی شراب تأثیر بگذارد و ممکن است به زمان و سرمایه‌گذاری قابل توجهی نیاز داشته باشد. کیفیت یک شراب جا افتاده و کهنه بسته به شرایطی که در آن انبار شده‌است، و وضعیت بطری و چوب پنبه بسیار متفاوت است و به این ترتیب گفته می‌شود که به جای شراب‌های قدیمی خوب، بطری‌های قدیمی خوبی وجود دارد.
در مورد جاافتادگی شراب بحث‌های فراوانی وجود دارد، زیرا ساختار آن برای مدت طولانی درک نشده بود، و شراب‌های قدیمی اغلب با قیمت‌های گزافی به فروش می‌رسند.
برآوُردها نشانگر آن است که ۹۰٪ شراب تا یک سال پس از تولید و ۹۹٪ شراب در ۵ سال مصرف می‌شود.

## تاریخ

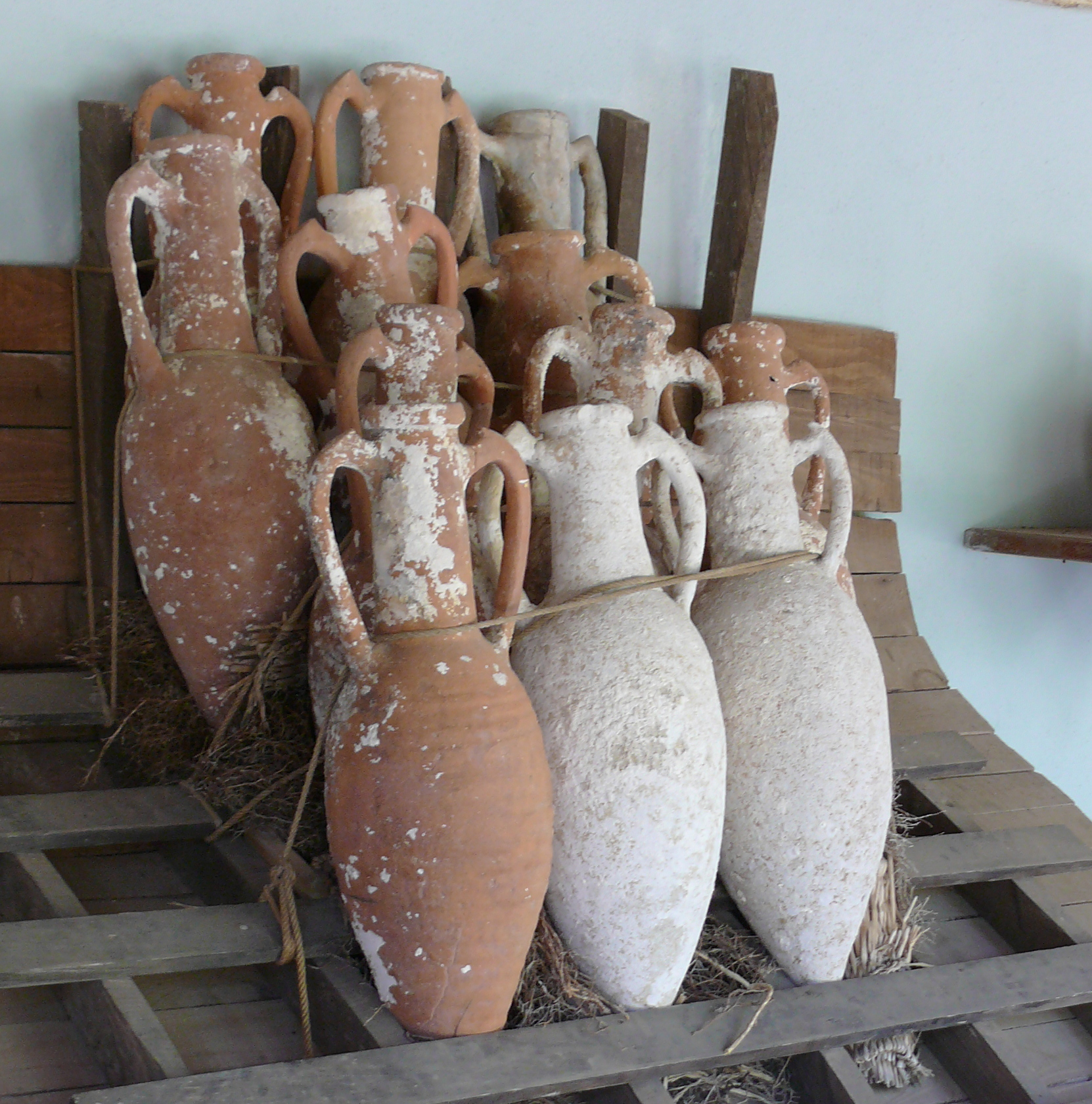
در دوران باستان از آمفوره برای ذخیره شراب استفاده می‌شد و با موم آببندی می‌گشت تا باعث پیری آن شوند.

یونانیان و رومیان باستان از پتانسیل شراب‌های قدیمی پیر آگاه بودند. در یونان، به دلیل داشتن قند زیاد، نمونه‌های اولیه " شراب نی " خشک شده به دلیل توانایی پیری آنها ذکر شده‌است. این شراب‌ها در آمفورهای سفالی بسته شده و سالها نگهداری می‌شدند.
در کتاب لوقا ذکر شده‌است که «شراب قدیمی» بر «شراب جدید» ارزش داشت (Luke 5:39). پزشک یونانی، جالینوس نوشت: «طعم» شراب پیر، مطلوب است و این امر می‌تواند با گرم کردن یا دود دادن شراب محقق شود، اگرچه، به نظر جالینوس، این شراب‌های مصنوعی قدیمی به اندازه شراب‌های طبیعی، کهنسال نیستند.

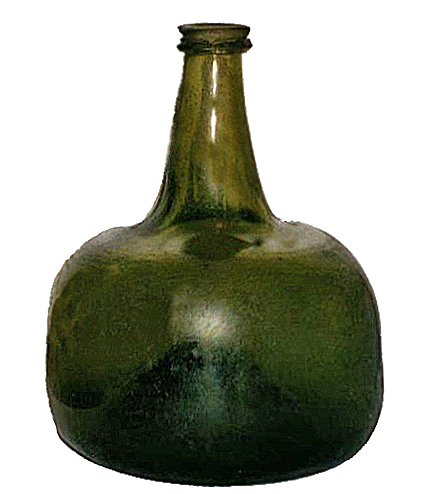
بطری‌های بسته‌بندی چوب پنبه روند پیری شراب را دوباره احیا کردند.

## در ادبیات
| دیدم به خواب خوش که به دستم پیاله بود |  | تعبیر رفت و کار به دولت حواله بود |
| چل سال رنج و غصه کشیدیم و عاقبت       |  | تدبیر ما به دست شراب دوساله بود   |

## کهنگی
یک تصور غلط گسترده وجود دارد که نشان می‌دهد شراب همیشه با کهنگی، یا گذشت زمان بهبود می‌یابد، یا ماندگاری نشانه‌ای از شراب خوب است. برخی از کارشناسان اظهار داشته‌اند که شراب کهنه بیشتری نسبت به شراب‌های تازه مصرف می‌شود. گذشت زمان، شراب را تغییر می‌دهد، اما صددرصد آن را بهبود نمی‌بخشد یا باعث بدتر شدن آن می‌شود.
با توجه به هزینه‌های انبارداری، انباشت شراب اقتصادی نیست، اما بسیاری از انواع شراب بی توجه به کیفیت انبار می‌شوند. به‌طور معمول تنها ۵–۱۰٪ شراب پس از ۱ سال بهبود می‌یابد و تنها ۱٪ آن پس از ۵–۱۰ سال بهبود می‌یابد.

### زمینهٔ خوب برای کهنگی
کارشناس شراب Jancis Robinson رهنمودهای کلی زیر را در مورد شراب کهنه می‌دهد. توجه داشته باشید که شراب و سبک شراب سازی می‌تواند بر کهنگی شراب تأثیر بگذارد، بنابراین دستورالعمل‌های رابینسون تخمین‌های کلی برای رایج‌ترین نمونه‌های این شراب‌ها است.
- شراب Botrytized (5-25 سال)
- شاردونی (۲–۶ سال)
- Riesling (2 تا ۳۰ سال)
- Furmint مجارستانی (۳–۲۵ سال)
- Loire Valley شونن بلان (۴–۳۰ سال)
- Hunter Valley Semillon (6-15 سال)
- Cabernet Sauvignon (4-20 سال)
- مرلو (۲–۱۰ سال)
- Nebbiolo (4-20 سال)
- پینونوآر (۲–۸ سال)
- Sangiovese (2–8 سال)
- سیره (۴ تا ۱۶ سال)
- زینفندل (۲–۶ سال)
- شراب بوردو (۸–۲۵ سال)
- Grand Cru Burgundy (8-25 سال)
- Aglianico از Taurasi (4-15 سال)
- Baga از Bairrada (4-8 سال)
- Kadarka مجارستانی (۳–۷ سال)
- بلغار ملکن (۳–۷ سال)
- Plavac Mali کرواتی (۴–۸ سال)
- ساپراوی گرجستان (۳–۱۰ سال)
- مادیران تانات (۴–۱۲ سال)
- Tempranillo اسپانیایی (۲–۸ سال)
- یونان Xynomavro (4-10 سال)
- شراب پورت (۲۰ تا ۵۰ سال)[۸]